# Tierra primitiva
La Tierra primitiva se define vagamente como la Tierra en sus primeros mil millones de años, o giga año (Ga, 109 años). La “Tierra primitiva” abarca aproximadamente el primer giga año en la evolución de nuestro planeta, desde su forGa hasta algún momento del eón Arcaico, alrededor de 3,5 Ga. En la escala de tiempo geológico, esto comprende todo el eón Hadeano (comenzando con la formación de la Tierra hace unos 4600 millones de años ), así como el Eoarcaico (comenzando hace 4 mil millones de años) y parte del Paleoarcaico (comenzando hace 3600 millones de años) eras del eón Arcaico.
Este período de la historia de la Tierra involucró la formación del planeta a partir de la nebulosa solar a través de un proceso conocido como acreción. Este período de tiempo incluyó un intenso bombardeo de meteoritos, así como impactos gigantes, incluido el impacto de formación de la Luna, que resultó en una serie de océanos de magma y episodios de formación de núcleos. Después de la formación del núcleo, la entrega de material meteorítico o cometario en una "capa tardía" puede haber entregado agua y otros compuestos volátiles a la Tierra. Aunque sobrevive poco material de la corteza de este período, el espécimen fechado más antiguo es un mineral de circón de 4,404 ± 0,008 Ga encerrado en un conglomerado de arenisca metamorfoseada en Jack Hills de Narryer Gneiss Terrane de Australia Occidental. Los primeros supracrustales (como el cinturón de piedra verde de Isua) datan de la segunda mitad de este período, alrededor de 3,8 gya, casi al mismo tiempo que el pico del Bombardeo Pesado Tardío.

## Historia
Según la evidencia de la datación radiométrica y otras fuentes, la Tierra se formó hace unos 4540 millones de años. Dentro de sus primeros mil millones de años, apareció vida en sus océanos y comenzó a afectar su atmósfera y superficie, promoviendo la proliferación de organismos aeróbicos y anaeróbicos. Desde entonces, la combinación de la distancia de la Tierra al Sol, sus propiedades físicas y su historia geológica han permitido que surja la vida, se desarrolle la fotosíntesis y, más tarde, evolucione más y prospere. La vida más antigua en la Tierra surgió hace al menos 3.500 millones de años. La posible evidencia de vida incluye grafito, que puede tener un origen biogénico, en rocas metasedimentarias de 3.700 millones de años descubiertas en el suroeste de Groenlandia y granos de circón de 4.100 millones de años en Australia Occidental.
En noviembre de 2020, un equipo internacional de científicos informó sobre estudios que sugerían que la atmósfera primigenia de la Tierra primitiva era muy diferente de las condiciones utilizadas en los estudios de Miller-Urey sobre el origen de la vida en la Tierra.

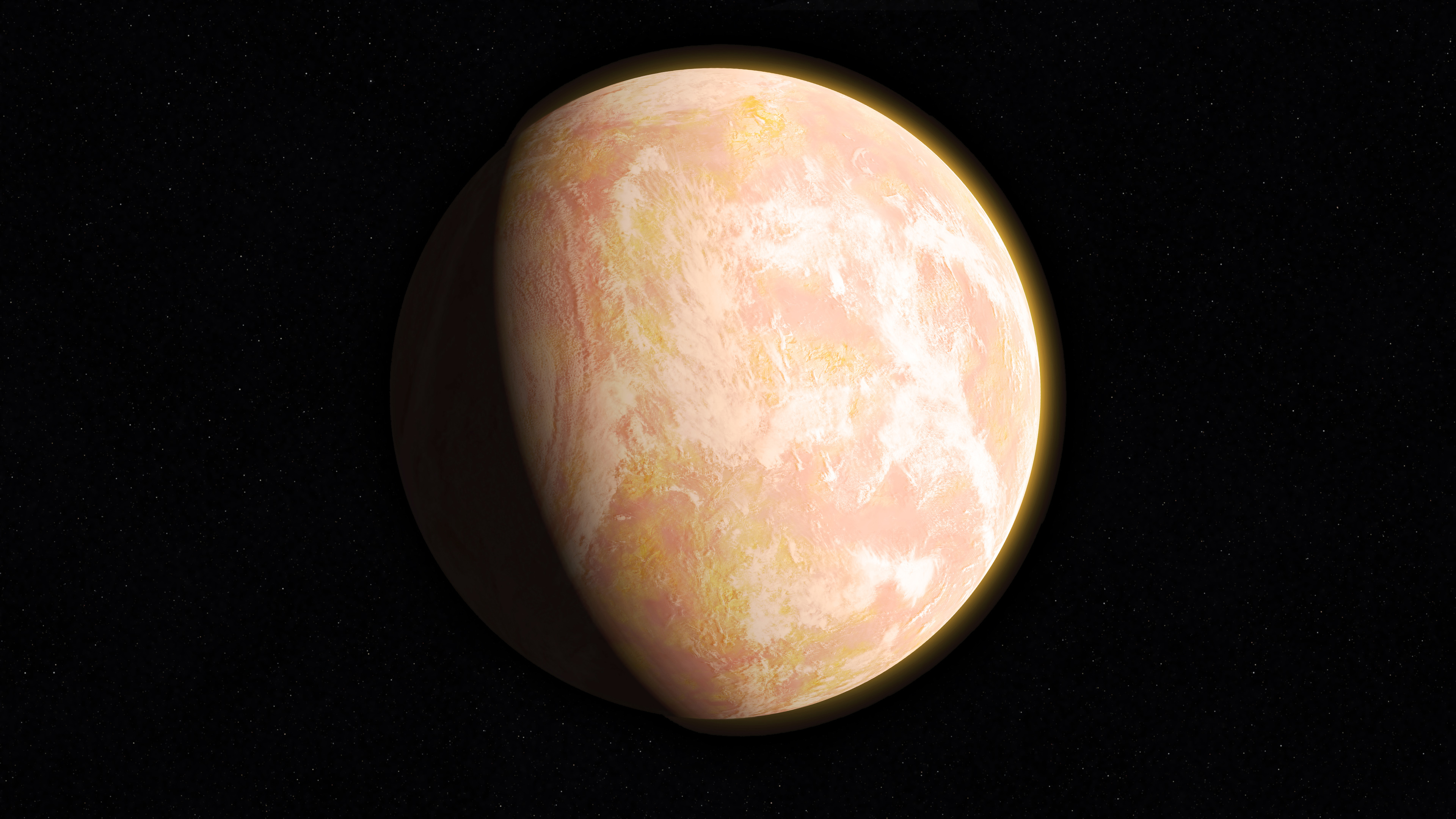
Una reconstrucción de cómo pudo haber sido la Tierra desde el espacio a principios del Orosiriano, hace 2 mil millones de años, con océanos rojos debido a una alta concentración de oxígeno, lo que provocó la formación de bandas de hierro